# Kenpō Fukyū Kai
Kenpō Fukyū Kai (ja:憲法普及会 Hội Phổ cập Hiến pháp) là một tổ chức được thành lập vào năm 1946 nhằm thúc đẩy việc phổ biến bản Hiến pháp Nhật Bản được cải cách.
Từ sau Thế chiến II, lực lượng chiếm đóng của quân Đồng Minh đã đề ra yêu cầu bản Hiến pháp Minh Trị hiện tại của Nhật Bản phải được sửa đổi nhằm thay thế chế độ cai trị tuyệt đối của Thiên hoàng bằng thể chế dân chủ tự do. Là một phần của quá trình thực hiện những thay đổi đối với pháp luật, chính quyền Yoshida đã cho lập nên đoàn thể Kenpō Fukyū Kai, với nhiệm vụ "phổ biến triệt để tinh thần của bản Hiến pháp mới thông qua các hoạt động nhằm nâng cao nhận thức về hiến pháp hòng chạm đến mọi khía cạnh trong đời sống của nhân dân." Hội chính thức được thành lập vào ngày 1 tháng 12 năm 1946. Ashida Hitoshi làm Chủ tịch, Kanamori Tokujirō là Phó Chủ tịch và Miyazawa Toshiyoshi nhận chức Tổng thư ký. Những chi bộ của hội này được thành lập trên khắp đất nước Nhật Bản nhằm mục đích phổ biến bản Hiến pháp ở cấp địa phương.
Tháng 2 năm 1947, Hội đã tổ chức hàng loạt buổi thuyết trình tại Đại học Tokyo, nhằm đào tạo các quan chức chính phủ về những thay đổi trong bản Hiến pháp. Khoảng 50.000 bản sao chép lại các bài thuyết trình được xuất bản với tiêu đề Bài giảng về Hiến pháp mới, và được sử dụng như một công cụ hỗ trợ và đào tạo mang tính tham khảo dành cho giới quan chức và công chức có nhiệm vụ thi hành luật mới. Để thông báo cho dân chúng về những thay đổi trong luật pháp, Hội đã xuất bản một số tập sách nhỏ và sách hướng dẫn chi tiết những tu chính trong Hiến pháp mới; đứng đầu trong số này là cuốn Hiến pháp mới  - Đời tươi sáng (新しい憲法　明るい生活), khoảng 20.000.000 bản được đem in và phát hành trên toàn quốc. Quyển sách này mau chóng lưu hành đến từng hộ gia đình ở Nhật Bản.
Theo Luật Cơ bản về Giáo dục năm 1947, trẻ em và thanh niên trong nền giáo dục bắt buộc phải được thông báo về bản Hiến pháp mới. Vì mục tiêu này, Hội đã cho người biên soạn một số cuốn sách đơn giản hóa hướng đến trẻ em, sử dụng cuốn Hiến pháp dành cho Nhi đồng của Hội Khuyến học Mới.
Khi bản Hiến pháp được ban hành vào ngày 3 tháng 5 năm 1947, Hội đã long trọng tổ chức một sự kiện kỷ niệm lớn tại Nhà hát Hoàng gia, với sự tham dự của các thành viên trong Hoàng tộc và đại diện của các nước Đồng minh. Hội tiếp tục hoạt động trong một năm hoặc lâu hơn sau khi khởi tạo Hiến pháp.